# Neoporus dimidiatus
Neoporus dimidiatus är en skalbaggsart som först beskrevs av Max Gemminger och Edgar von Harold 1868.  Neoporus dimidiatus ingår i släktet Neoporus och familjen dykare. Inga underarter finns listade i Catalogue of Life.